# Walery Sławek

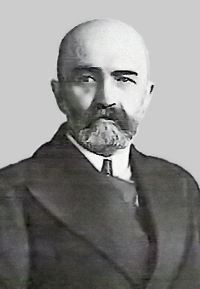
Walery Sławek

Walery Jan Sławek alias Gustaw (* 2. November 1879 in Strutynka bei Nemyriw, Russisches Kaiserreich; † 3. April 1939 in Warschau) war polnischer Freimaurer, PPS-Politiker, Gründer des Bezpartyjny Blok Współpracy z Rządem, einer der engsten Mitstreiters Józef Piłsudskis, einer der Sanacja-Führer und dreimaliger Ministerpräsident Polens sowie Sejmmarschall (22. Juni 1938–27. November 1938).
Sławek entstammte einer verarmten Szlachta-Familie aus Strutynka bei Niemirowo.
Während der Revolution 1905 gehörte er der Kampforganisationsführung der PPS an. Zusammen mit Piłsudski gründete er paramilitärische Kampfgruppen und wurde während des Ersten Weltkrieges Offizier der 1. polnischen Brigade und Begründer der POW. Nachdem die 1. und 3. polnische Brigade dem Kaiser den Treue-Eid verweigert hatten, wurde er von den Deutschen in der Warschauer Zitadelle, in Szczypiorno und Modlin inhaftiert und erst nach der deutschen Niederlage am 12. November 1918 freigelassen. Während des Polnisch-Sowjetischen Krieges war er Geheimdienstchef und Leiter der politischen Abteilung.
1928 gründete er zur Unterstützung der Regierungslager den BBWR, wurde dessen Leiter und der Chefideologe, nach dessen unerwartetem Wahlerfolg. Er hatte dreimal das Amt des Ministerpräsidenten inne:
- vom 29. März 1930 bis 23. August 1930
- vom 4. Dezember 1930 bis 26. Mai 1931
- vom 28. März 1935 bis 12. Oktober 1935

und wurde 1935 als Staatspräsident gehandelt. Die meisten Grundgesetzänderungen der April-Konstitution 1935 entstammten seiner Feder. Nach Piłsudskis Tod verlor Sławek jedoch an Einfluss und Bedeutung, obgleich er nach dem Tod von Stanisław Car 1938 kurzzeitig zum Sejmmarschall wurde.
Sławek richtete um 20:45 Uhr am 2. April 1939 eine Waffe gegen sich selbst und verstarb um 6:45 Uhr am nächsten Tag in einem Militärkrankenhaus in Warschau.